# Agromyza audcenti
Agromyza audcenti är en tvåvingeart som beskrevs av Gibbs 2004. Agromyza audcenti ingår i släktet Agromyza och familjen minerarflugor. Inga underarter finns listade i Catalogue of Life.